# Skallebreen
Der Skallebreen (norwegisch für Schädelgletscher) ist ein Gletscher an der Prinz-Harald-Küste des ostantarktischen Königin-Maud-Lands. Er mündet östlich der Hügelgruppe Skallen in die Lützow-Holm-Bucht.
Luftaufnahmen und Vermessungen einer von 1957 bis 1962 dauernden japanischen Antarktisexpedition dienten seiner Kartierung. Seinen Namen erhielt der Gletscher in Anlehnung an die Benennung der benachbarten Hügelgruppe.